# Forts MacIntosh
Les forts MacIntosh (麥景陶碉堡, MacIntosh Forts) sont un groupe de sept postes d'observation construits à Hong Kong de 1949 à 1953 à sa frontière nord pour tenter d'endiguer le flux d'immigrants illégaux fuyant l'instabilité politique de Chine. Ils sont classés comme bâtiments historiques de rang II depuis 1997.
Ils tirent leur nom de Duncan William MacIntosh, commissaire de la police de Hong Kong de 1946 à 1953, qui décida de construire une chaîne de postes d'observation gardés jour et nuit.

## Description
Les forts MacIntosh sont construits le long de la rivière Sham Chun après qu'un afflux de réfugiés chinois ait provoqué des incidents à la frontière et des d'affrontements armés avec la police. Parmi les réfugiés se trouvent les vaincus du camp nationaliste du Kuomintang, ainsi que « bon nombre de criminels de droit commun ». Ils sont construits en béton armé, de style et de conception très similaire, qui peuvent être classés comme modernisme utilitaire. Bâtis sur des collines à endroits stratégiques, avec vue sur la frontière, ils sont surnommées les « cathédrales Macintosh » en raison de leur apparence distinctive et de leur silhouette à l'horizon. Six des sept forts sont désormais contrôlés à distance. Ils ne sont pas ouverts au public.

## Liste
Les sept postes d'observation sont situés sur  une chaîne, couvrant la majeure partie de la frontière. Il s'agit d'est à ouest de :
| Localisation                                  | Notes/Références | Images |
| --------------------------------------------- | --- | ------ |
| Pak Kung Au (伯公坳), Sha Tau Kok (zh), North | Le deuxième plus haut des 7 forts, avec 722 marches pour l'atteindre. |        |
| Kong Shan (礦山), Lin Ma Hang (en), North     | Le plus haut des 7 forts, avec 917 marches pour l'atteindre. Il ne peut pas être contrôlé à distance et un agent de police y est posté tous les soirs. Son altitude est de plus de 200 m.                         |        |
| Pak Fu Shan (白虎山), Lin Ma Hang, North      | Ce fort, avec trois casemates à proximité et la base d'opérations de Pak Fa Shan (division de Ta Kwu Ling), faisaient partie du système de défense des frontières.                                                |        |
| Nga Yiu (瓦窰), Ta Kwu Ling (en), North       | Situé près de Lo Shue Ling. |        |
| Nam Hang (南坑), Ta Kwu Ling, North           | Situé près de Lo Wu (en). |        |
| Ma Tso Lung (馬草壟), Lok Ma Chau (en), North | L'un des deux forts non situés dans la zone frontalière fermée mais près de Ma Tso Lung. |        |
| Pak Hok Chau (白鶴洲), Mai Po (en), Yuen Long | L'un des deux forts non situés dans la zone frontalière fermée mais près des marais de Mai Po (en). Il a joué un rôle important dans l'interception d'immigrants illégaux en provenance de la baie profonde (en). |        |